# Eisfieber (1978)
Eisfieber ist ein US-amerikanisches Filmdrama aus dem Jahr 1978.

## Handlung
Alexis Winston ist ein Mädchen aus einer Kleinstadt in Iowa, das davon träumt, als Eiskunstläuferin Karriere zu machen. Alexis’ Schulfreund Nick ist dagegen ein begeisterter Eishockeyspieler. Bei den Regionalmeisterschaften wird Alexis, die Lexie gerufen wird, von der Trainerin Deborah Markland entdeckt. Sie sieht in dem Mädchen das Potential eines zukünftigen Stars. Trotz der Proteste ihres Vaters zieht Lexie nach Colorado Springs zum Training in die berühmte Broadmoor World Arena. Durch ihr natürliches Talent für das Eislaufen erregt sie die Aufmerksamkeit der Zuschauer, was ihre Trainingskameradinnen mit Neid erfüllt. Doch Lexie beißt sich durch und kann ihren Traum verwirklichen. Sie wird zu einem begehrten Star im Eiskunstlauf. Sie bricht die Fernbeziehung zu Nick ab und beginnt, sich für ältere Männer zu interessieren.
Beim Training kommt es zu einem folgenschweren Unfall. Lexie trainiert einen Sprung, doch bei der Landung stürzt sie und schlägt mit dem Kopf auf eine Metallschiene. Sie erleidet eine Hirnblutung, die sie erblinden lässt. Lexie ergeht sich zuerst in Selbstmitleid. Sie und Nick kommen wieder zusammen. Der junge Mann, ihr Vater Marcus und ihre frühere Trainerin Beulah bewegen sie dazu, ihren Sport trotz ihrer Blindheit weiterhin auszuführen. Lexie arbeitet weiter an sich und schafft es, dass die Zuschauer ihre Blindheit gar nicht bemerken. Erst als sie bei einer Siegerehrung über die von den Zuschauern aufs Eis geworfenen Rosen stolpert, wird ihre Behinderung ersichtlich.

## Kritiken
Das Lexikon des internationalen Films sah den Film als „unverträgliche Mischung aus Sportfilm und Melodram.“
Janet Maslin von der New York Times schrieb, die Geschichte sei nicht kompliziert, doch man könne dem Film nicht richtig folgen. Regisseur Wrye habe die Darsteller dazu bewogen, alle Dialogzeilen, die den Film weiterbringen könnten, zu unterschlagen.

## Auszeichnungen
Der Song Through the Eyes of Love von Marvin Hamlisch und Carole Bayer Sager, gesungen von Melissa Manchester, wurde 1980 für den Oscar als bester Song nominiert. Der Song erhielt eine weitere Nominierung für den Golden Globe. Auch Lynn-Holly Johnson wurde als beste Nachwuchsdarstellerin für den Golden Globe nominiert.
Die Komponisten der Filmmusik, Marvin Hamlisch, Carole Bayer Sager sowie Alan Parsons und Eric Woolfson, wurden für den Grammy nominiert.
Für den Dialogschnitt wurde der Film von der Morion Picture Sound Editors mit dem Golden Reel Award ausgezeichnet.

## Hintergrund
Die Premiere hatte der Film am 31. Dezember 1978. In Deutschland erschien er erstmals am 4. Mai 1979 in den Kinos.
David Wrye inszenierte 2009 ein Remake des Films mit dem Titel Eisfieber 2 mit der US-Eiskunstläuferin Taylor Firth in der Hauptrolle.